# Farragut, Tennessee
Farragut är en kommun (town) i Knox County i Tennessee och en förort till Knoxville. Orten har fått sitt namn efter sjömilitären David Farragut som föddes i trakten. Vid 2010 års folkräkning hade Farragut 20 676 invånare.